# ロバート・ウィン
ロバート・ウィン（Robert Winn）は、イギリスのフルート奏者。

## 略歴
ロンドンの王立音楽院を卒業し、1985年から1997年までロイヤル・フィルハーモニー管弦楽団の首席奏者を務めた。1994年から1997年までフランツ・リスト・ヴァイマル音楽大学の教授、1998年からケルン音楽大学の教授を務める。